# Morholt

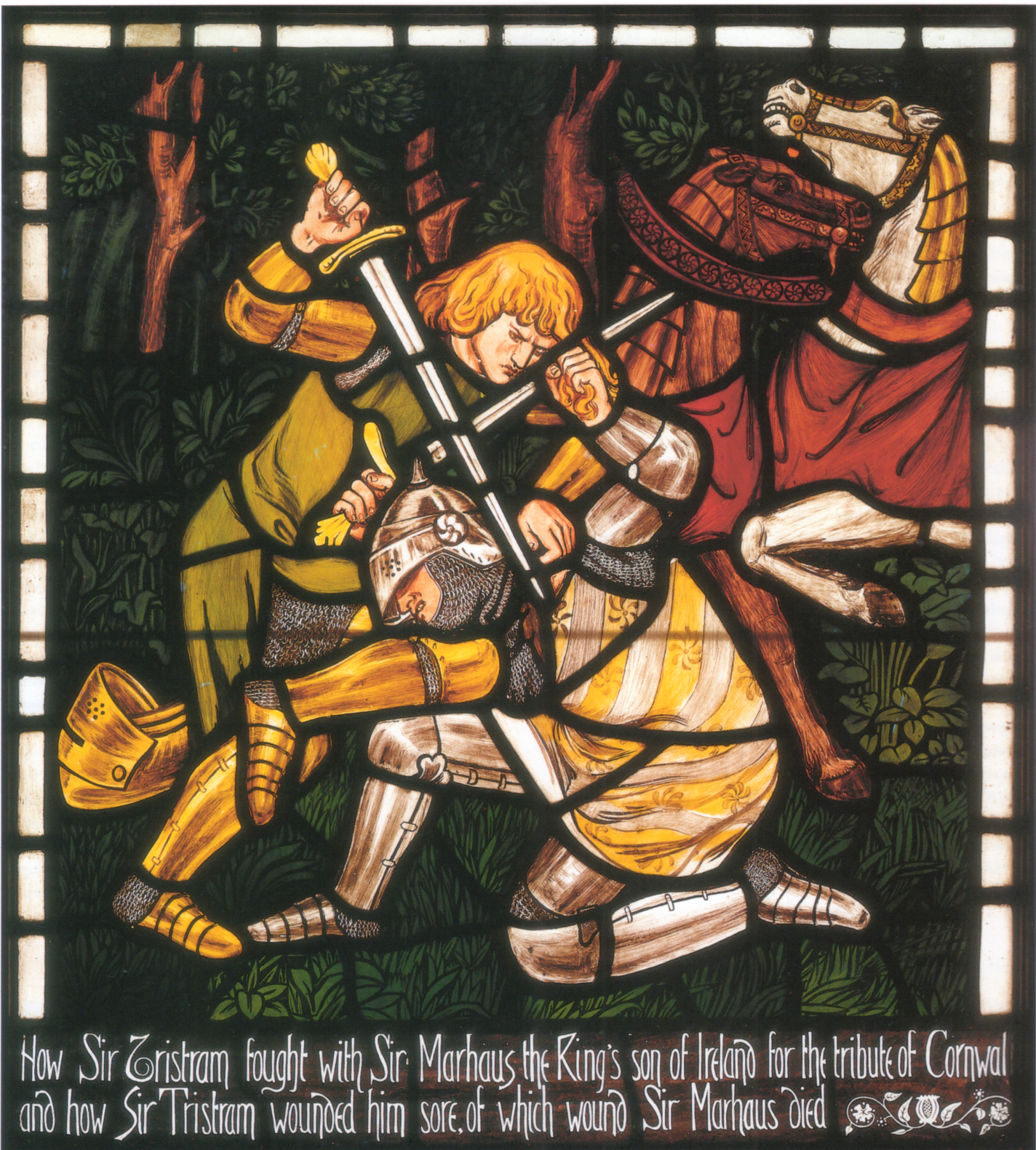
Tristam contre Marhaus de Dante Gabriel Rossetti. Vitrail

Dans la légende arthurienne, le Morholt (également appelé Marhalt, Marhault, Morold, Marhaus et autres variantes) est un guerrier irlandais qui exige le tribut au roi Marc de Cornouailles jusqu'à ce qu'il soit tué par Tristan. Il apparait dans presque toutes les versions de Tristan et Iseult, à commencer par les œuvres de Béroul et de Thomas d'Angleterre. Plus tard, les auteurs de romans élargissent le rôle du Morholt; dans le Tristan en prose, le cycle Post-Vulgate et Le Morte d'Arthur de Thomas, il est un chevalier de la Table ronde avant de rencontrer Tristan. Dans de nombreuses versions, le nom de Morholt est précédé par un article défini (c.-à-d., le Morholt) comme s'il s'agissait d'un grade ou d'un titre. 
Dans les premiers documents, Morholt est le frère de la Reine d'Irlande et l'oncle du futur amour de Tristan. Il vient en Cornouailles pour recueillir le tribut (ce tribut réclamé à Marc'h consistait en 600 jeunes gens vierges âgés de 15 ans, 300 garçons et 300 filles), mais Tristan s'engage à combattre le champion sur une île près de Saint Samson de Cornouailles, afin de libérer son peuple de la dette. Tristan blesse mortellement le Morholt, laissant un morceau de son épée dans le crâne de l'Irlandais, mais le Morholt le blesse avec une lance empoisonnée et s'échappe en Irlande pour y mourir. Finalement, Tristan blessé se rend incognito en Irlande où il est guéri par la jeune Iseult. Il est découvert quand la Reine voit un morceau de métal dans la tête de son frère, qui s'intègre parfaitement à la lame de Tristan.
Les romans en prose ajoutent beaucoup plus de détails à la carrière de Morholt ; le cycle post-Vulgate et Malory parlent de ses aventures avec Gauvain et Yvain au début du règne du roi Arthur. Dans les versions ultérieures, Tristan prend la place du Morholt à la Table ronde.
Dans l'opéra de Richard Wagner, Tristan und Isolde, Morold est le fiancé d'Isolde qui a été tué naguère par Tristan  (qu'Isolde raconte, dans l'acte I, avoir identifié à cause du morceau d'épee)